# 河西春郎
河西 春郎(かさい はるお、1957年1月27日 - )は、日本の医学者。東京都育ち。専門は神経科学・生理学。医師。医学博士（東京大学）。2005年に東京大学大学院医学系研究科教授、2022年に東京大学国際高等研究所ニューロインテリジェンス国際研究機構(WPI-IRCN)特任教授。
主な業績は、2光子顕微鏡により大脳のシナプス（神経細胞同士の接合部）が学習に伴い速く増大運動をして形態と機能を変えることを発見し、シナプス形態やその運動と脳機能や精神疾患との関係の解明に貢献した。特に、2021年にこの増大がシナプス前終末を推し機能増強する効果(PREST)を発見し、シナプスが化学的伝達、電気的伝達に加えて、力学的伝達をすることを明らかにした。現在、その機能を解明する研究を展開中。

## 経歴
- 1981年 東京大学医学部医学科卒業
- 1985年 東京大学大学院医学系研究科博士課程修了（医学博士）
- 1988年 マックス・プランク研究所フンボルトフェロー
- 1990年 東京大学医学部 助手
- 1993年 東京大学大学院医学系研究科 助教授
- 1999年 自然科学研究機構 生理学研究所 教授
- 2005年 東京大学大学院医学系研究科 構造生理学教室 教授
- 2022年 東京大学国際高等研究所　ニューロインテリジェンス国際研究機構 (WPI-IRCN) 教授

## 受賞歴・その他
- 2003年 塚原仲晃記念賞
- 2010年 上原賞
- 2016年 日本医師会医学賞
- 2018年 紫綬褒章[1]
- 2022年 日本学士院賞・恩賜賞[2]
- 2023年 Fellow of IUPS Academy[3]

## 主たる研究業績
脳の神経回路を作る神経シナプスは学習・記憶の場と考えられ、その可塑性の研究は20世紀末に多くの興奮性シナプスで起きることが確認されたが、当時はシナプスを可視化しておらず重大な疑義、即ち、あまりに沢山の分子が関係する、シナプス特異性や前部と後部のどちらが変わるのかわからない、などが解けずに収拾のつかない論争が起きていた。河西は可塑性の本体がシナプスの形態変化によることを明らかにし、これらの問題を解決した。まず、2001年に2光子励起可能なケイジドグルタミン酸を開発した。2光子励起は超短パルスレーザーにより、レンズの焦点でだけで分子の励起を起こす顕微鏡法で、ケイジド試薬は光励起で生理活性を放出する試薬である。この2つの手法を組み合わせることにより、グルタミン酸をレンズの焦点で点状に放出することを可能にした。興奮性シナプスが形成される単一樹状突起スパイン（シナプス後部）を観察しながら、この方法で単一スパインを刺激して、スパイン頭部の大きさと機能（グルタミン酸感受性）が強く相関することを見出した。次に、反復的なグルタミン酸刺激によりスパインに長く（1時間から数日）続く増大運動が起きることを発見し、これに伴いグルタミン酸感受性の増強が起き、増大運動が長期的可塑性の基盤であることを明らかにした。頭部増大はアクチン重合で起き、刺激したスパインに限局し隣接するスパインには広がらないので、シナプスの個別可変性、即ち、スパインが記憶素子として働くことが分かった。一方、スパイン増大では10分以内の速い相が顕著だが、グルタミン酸受容体の増加は弱い。最近になって、このスパイン増大の速い相はシナプス前終末を押し、これにより開口放出蛋白SNAREが会合して、開口放出の増大を起こす力学的作用があることを発見した。この研究からスパイン増大の力はシナプス当たり約10 nN(=0.5kg/cm2≒筋収縮力)と求まり、スパイン増大は筋肉並みの力でシナプス前終末に速い圧効果を起こし、その効果は20-30分持続し得るので短い記憶の候補となった。この様に、河西は大脳のシナプスが運動する構造であり、その力がシナプス前細胞に作用する運動する器官であることを明らかにした。ドーパミンはその増大運動を修飾する。またスパインには遅い「自発的揺らぎ」もあり、精神疾患ではシナプスの形態やスパイン新生・消滅の異常が見られるので、形態可塑性は様々の精神疾患の病因と考える研究の基盤が作られた。他にも、分泌・開口放出に関する顕著な研究があり、その研究歴は医学部最終講義で紹介されている。